# Theodorus Zwartkruis
Theodorus Henricus Johannes Zwartkruis (Amsterdam, 22 november 1909 – Haarlem, 21 oktober 1983) was rooms-katholiek bisschop van het bisdom Haarlem in de periode 1966-1983.

## Jeugd
Hij was de zoon van Theodorus Zwartkruis, die gemeentebeambtenaar was, en Theodora Chrisinta Maria van Brandenburg.
Hij volgde van 1920 tot 1926 het gymnasium aan het Sint-Ignatiuscollege van de jezuïeten in Amsterdam. Daarna studeerde hij filosofie aan de Katholieke Universiteit Leuven en voltooide zijn priesteropleiding aan het grootseminarie in Warmond.

## Priester
Na zijn priesterwijding op 26 mei 1934 was Zwartkruis vanaf maart 1939 gedurende 22 jaar leraar Engels aan het bisschoppelijk kleinseminarie Hageveld te Heemstede. Zwartkruis schreef in die tijd veel artikelen over de kerkelijke situatie in Groot-Brittannië in katholieke dagbladen als De Volkskrant, De Tijd en De Maasbode. In Britse katholieke weekbladen als de Catholic Herald en The Tablet deed hij verslag over de Kerk in Nederland. Zijn vakanties bracht hij meestal door in Engeland, Schotland of Ierland en hij verleende vaak assistentie in de parochie van Westminster Cathedral. In de zomer van 1961 werd hij pastoor en deken in Haarlem en op 12 april 1962 werd hij kanunnik van het kathedraal kapittel van Haarlem.

## Bisschop
Na de plotselinge, voortijdige dood in maart 1966 van bisschop dr. Van Dodewaard van Haarlem benoemde paus Paulus VI op 18 augustus 1966 de Haarlemse deken tot diens opvolger; hij werd op 15 oktober door Kardinaal Alfrink gewijd. Medewijdende bisschoppen waren bisschop Martinus Jansen van Rotterdam en aartsbisschop James D. Scanlon van Glasgow. Zwartkruis' wapenspreuk luidde: Waarheid - eenheid - liefde.
'Eenheid en liefde' heeft Zwartkruis zeker moeten ontberen. Jaren van hevige polarisatie volgden, in Nederland maar zeker in het bisdom Haarlem; talrijke priesters legden hun ambt neer om te trouwen, in Rome sloeg men met verbijstering gade hoe de Nederlandse Katholieke Kerk steeds verder leek weg te drijven van de vaste kaders rond ambt, eucharistie, klooster en celibaat. In Amsterdam werd het conflict rondom het celibaat op de spits gedreven door Huub Oosterhuis, die uiteindelijk als gehuwd priester (later gescheiden en hertrouwd) ook zijn gemeente (tot de dag van vandaag) meekreeg in de zogeheten vrije opstelling, buiten verantwoordelijkheid van de bisschop.
Noch de gematigde, maar weifelende Zwartkruis noch diens als progressief te boek staande vicaris-generaal Harrie Kuipers heeft die situatie kunnen veranderen.

## Zwartkruis en seksueel misbruik in de kerk
- Zwartkruis plaatste in 1970 een wegens ontucht veroordeelde kapelaan uit Amsterdam over naar Groningen. De priester werd pastoor in Emmeloord. Zwartkruis liet zijn collega Bernard Möller onwetend over de voorgeschiedenis.[1]
- Zwartkruis plaatste een kapelaan drie maal over na klachten over kindermisbruik.[1]

## Overlijden
Mgr. Zwartkruis, 73 jaar, vermoeid maar nog niet aan zijn emeritaat toe, overleed twee dagen nadat officieel bekend werd dat paus Johannes Paulus II twee Romegezinde hulpbisschoppen (Henricus Bomers C.M. (als coadjutor) en Joseph Lescrauwaet M.S.C.) aan het bisdom had toegevoegd. De benoeming was ongebruikelijkerwijs gedaan zonder enig overleg met Zwartkruis. Meteen werd een verband gesuggereerd tussen deze benoemingen en Zwartkruis' overlijden. Dit verband kon - ook na onderzoek van het bisdom zelf - niet worden aangetoond. Zwartkruis kende Bomers, een missiebisschop uit Ethiopië, helemaal niet. Lescrauwaet kende hij goed: net als Zwartkruis een Amsterdammer en oud-leerling van de jezuïeten, een vermaard theoloog, die in 1980 als theologisch secretaris aan de bijzondere Nederlandse Bisschoppensynode had deelgenomen, net als Zwartkruis.

## Bisschop Zwartkruis-prijs
De Bisschop Zwartkruis-prijs werd vijf jaar na het overlijden van de bisschop ingesteld door een stichting, die de herinnering aan mgr. Zwartkruis levend wilde houden. Zij bestond uit een ring en een bedrag van ƒ 5.000,-- (in 1988) en werd uitgereikt aan een auteur, journalist of beeldend kunstenaar die uitblinkt door bijzondere creativiteit, menselijkheid en verdraagzaamheid op het gebied van de katholieke kunst, cultuur of godsdienst. De eerste laureaat was in 1988 Rex Brico, journalist, verbonden aan het toenmalige Elseviers Magazine. In 1991 ging de prijs naar Michel van der Plas, die eveneens een Elsevier-connectie had. Bij beiden ging het echter om veel meer dan hun journalistieke werk. De prijs werd slechts twee keer uitgereikt.

## Onderscheiding
- Ridder in de Orde van de Nederlandse Leeuw (1971).[3]